# Galileo (Exoplanet)
Galileo (55 Cancri b) ist ein Exoplanet, der die massereichere Komponente A des Doppelsternsystems Copernicus, einen gelben Zwerg, umkreist. Das System befindet sich im Sternbild Krebs, etwa 40 Lichtjahre von der Erde entfernt. Galileo ist Teil eines Planetensystems mit mindestens fünf Planeten.
Aufgrund seiner hohen Masse wird angenommen, dass es sich um einen Gasplaneten handelt. Er ist, von seinem Stern aus gesehen, der zweite Planet und war, als er im Jahr 1996 entdeckt wurde, der vierte bekannte Planet um einen normalen Stern. Später wurden vier weitere große Planeten um Copernicus A entdeckt, davon einer innerhalb und drei außerhalb der Bahn von Galileo.

## Entdeckung
Galileo wurde mit Hilfe der Radialgeschwindigkeitsmethode, die bei der Messung der Wirkung der Schwerkraft eines Planeten auf seinen Stern besteht, entdeckt. Der Planet wurde am 12. April 1996 in Kalifornien von einem Team Astronomen, von Geoffrey Marcy und R. Paul Butler geführt, entdeckt und zusammen mit Tau Bootis b und Saffar veröffentlicht. Diese drei bildeten nach Dimidium die nächsten bekannt gewordenen Vertreter der Gattung der „Heißen Jupiter“, massereicher Planeten mit sehr engen und nahezu kreisförmigen Umlaufbahnen.

## Bahneigenschaften
Der Planet umkreist seinen Stern in einer Entfernung von 0,11 AE, also nur 11 % der Entfernung Sonne-Erde. Er hat möglicherweise eine 1:3-Bahnresonanz mit dem nächstäußeren Planeten Brahe. Alle 14,65 Tage (1,266 × 106 s) umkreist er Copernicus A auf einer fast kreisförmigen Bahn (Exzentrizität von nur 0,014), die etwa 4-mal länger als die von Janssen ist. Einige Beobachtungen zeigen, dass dieser Planet eine Neigung von 51° hat, die noch nicht bestätigt ist.

## Physikalische Eigenschaften
Die minimale Masse beträgt 0,824 MJ bzw. 261,74 M⊕ (1,5635 × 1027 kg). Die wahre Masse ist wahrscheinlich sogar etwas höher als die des Jupiters. Der Planet hat einen Radius von mindestens dem 0,58-Fachen des Jupiter-Radiusses (41 × 103 km). Da dieser Planet indirekt durch den Einfluss der Schwerkraft auf Copernicus A entdeckt wurde, sind einige seiner Eigenschaften wie der Radius unsicher oder unbekannt. Zusammensetzung, Temperatur und Aussehen sind unbekannt und Gegenstand von Spekulation. Galileo ist vermutlich ein heißer Jupiter, das heißt ein Planet mit einer Masse ähnlich der von Jupiter und einer relativ hohen Oberflächentemperatur, die hauptsächlich durch die Nähe zu seinem Stern verursacht wird.
Vermutlich hat der Planet eine wolkenlose obere Atmosphäre mit einem Spektrum, das von den Absorptionslinien der Alkalimetalle dominiert wird. Größere Monde dürfte Galileo nicht haben, da auf ihn zu starke Gezeitenkräfte wirken.

## Namensherkunft
Wie alle Exoplaneten wurde Galileo ursprünglich allein mit dem offiziellen Namen des Sterns und einem Kleinbuchstaben, entsprechend der Reihenfolge der Entdeckung, bezeichnet. Nach einem öffentlich ausgeschriebenen Wettbewerb der IAU erhielt er am 15. Dezember 2015 einen offiziellen Namen nach dem italienischen Naturwissenschaftler und Astronomen Galileo Galilei.